# Danièle Starenkyj
Danièle Starenkyj est une écrivaine, conférencière et éducatrice québécoise d'origine suisse et française. En se basant sur différentes études scientifiques, elle tente de combler l'écart qui sépare l'état des connaissances actuelles en médecine de celui de leurs applications pratiques dans la vie quotidienne.

## Biographie
Née d'une mère française, Gisèle Talbot, et d'un père suisse, Erwin Morosoli, fondateur du CQTS (Conseil québécois sur le tabac et la santé), Danièle Starenkyj immigre au Québec avec sa famille en 1961, à l'âge de 12 ans. Elle reçoit une formation classique québécoise tout en poursuivant sa formation française (de  la sixième à la première) avec le Centre national d'enseignement à distance (CNED).
Elle s'inscrit ensuite à l'Université Laval à Québec, où elle obtient un baccalauréat en art, avant d'entreprendre un programme de maîtrise en philosophie à l'Université McGill à Montréal ainsi qu'à l'Institut de psychosomatique naturelle de Lausanne en Suisse. En 2011, elle a obtenu un certificat en Plant-Based Nutrition sous la direction de T. Colin Campbell de l'Université Cornell.
Pratiquant le végétarisme depuis son enfance, elle prône des pratiques alimentaires plus saines. Ses ouvrages contribuent à l'introduction de nouveaux produits, comme le végépâté, le tofu, le lait de soya, le blé entier, les graines de sésame, la germination, etc. En 1981, désireuse de dévoiler les secrets de la santé et de promouvoir les bienfaits d'un style de vie équilibré et d'une alimentation saine, elle publie Le mal du sucre qui dénonce la nocivité de l'excès de sucre.
Elle est également une conférencière recherchée. Ses sujets touchent à la santé, à l'alimentation, à la femme (nutrition, psychologie, émotions) et au développement de l'enfance.
En 2002, deux de ses ouvrages, Le bonheur du végétarisme et Le mal du sucre, sont sélectionnés sur la liste des titres marquants des 25 dernières années, à l'occasion du Salon du livre de Montréal.
Elle a aussi traduit de l'anglais plusieurs livres sur ces thèmes.
Elle et son mari, Stefan Starenkyj qu'elle épouse en 1968, sont partenaires d'affaires dans la maison d'édition les Publications Orion, qui publie des livres sur la santé, la nutrition et l'éducation.
Ils sont parents d'une fille et d'un garçon. Danièle Starenkyj est la sœur de l'artiste québécoise Joëlle Morosoli.

## Ouvrages
- Méditations sur les lois de la santé, Éditions Etchemin, 1974, 112 p..
- Le Bonheur du végétarisme : Principes de vie & recettes, Publications Orion, 1978, 350 p. (ISBN 978-2-89124-027-7). Ouvrage proposant divers conseils de vie, ainsi que différentes recettes végétariennes. Réédition en 2001.
- De belles histoires pour nous tous, Publications Orion, 1979, 163 p. (ISBN 978-2-89124-003-1). Recueil de différentes histoires pour enfants.
- Les cinq dimensions de la sexualité féminine, Publications Orion, 1980, 218 p. (ISBN 978-2-89124-006-2). Ouvrage offrant différents conseils aux femmes pour vivre leur sexualité biologiquement et non culturellement.
- Le Mal du sucre, Publications Orion, 1981, 281 p. (ISBN 978-2-89124-024-6). Ouvrage portant sur l'hypoglycémie, ainsi que les façons de diminuer son incidence sur la vie de tous les jours. Réédition en 1999.
- La Vie en abondance, Publications Orion, 1983, 133 p. (ISBN 978-2-89124-009-3). Petit guide tentant de démontrer que la vie peut être vécue dans la joie en suivant les lois de la santé.
- Mon « Petit » Docteur, Publications Orion, 1985, 315 p. (ISBN 978-2-89124-028-4). Ouvrage portant sur les applications médicales et prophylactiques du charbon actif. Nouvelle édition revue et augmentée en 2012.
- L'allergie au soleil : la photosensibilité, les porphyries et la carbothérapie, Publications Orion, 1986, 87 p. (ISBN 978-2-89124-012-3). Les effets du rayonnement solaire sur la peau et la thérapie par le charbon actif.
- Le Bébé et sa nutrition : De la conception au sevrage, Publications Orion, 1987, 221 p. (ISBN 978-2-89124-013-0). Différents conseils pour l'alimentation des bébés à l'intention de parents végétariens. Réédition en 2005.
- L'enfant et sa nutrition, Publications Orion, 1988, 223 p. (ISBN 978-2-89124-015-4). Différents conseils pour l'alimentation des enfants à l'intention de parents végétariens.
- L'adolescent et sa nutrition, Publications Orion, 1989, 240 p. (ISBN 978-2-89124-017-8). Conseils de saine nutrition à l'intention des adolescents.
- La Ménopause : une autre approche... : être "toute femme" à tout âge, Publications Orion, 1992, 351 p. (ISBN 978-2-89124-018-5). Ouvrage proposant différentes approches pour diminuer les malaises causés par la ménopause. Réédition en 1999. Traduit en anglais sous le titre Menopause : A New Approach.
- Le désir feminin : Ce que femme veut, Publications Orion, 1995, 204 p. (ISBN 978-2-89124-020-8). Ouvrage sur l'amour, le désir et les émotions chez la femme.
- Ce que cœur de femme veut : le dévoilement du trait inaltérable de l’âme féminine, Publications Orion, 2007, 222 p. (ISBN 978-2-89124-032-1). Traduit en anglais sous le titre Woman’s True Desire et en tchèque.
- Le Mal du gras, Publications Orion, 1997, 335 p. (ISBN 978-2-89124-035-2). L'auteur, avec l'appui de différentes études, démontre que plusieurs gras consommés couramment en Occident sont nocifs pour la santé[1]. Nouvelle édition revue en 2010.
- Quand manger rend fou, Publications Orion, 2003, 219 p. (ISBN 978-2-89124-030-7). À propos des protéines qui se mettent tout à coup à faire des trous dans les neurones.
- Belles histoires comme autrefois, Publications Orion, 2005, 189 p. (ISBN 978-2-89124-031-4). Trente-quatre petits récits sur la vie rurale du Québec d'autrefois, rédigés en nouvelle orthographe.
- La Santé totale, Publications Orion, 2009, 368 p. (ISBN 978-2-89124-033-8). Ce livre présente une perspective globale de la santé en détaillant les lois fondamentales de la vie dans leurs aspects pratiques les plus simples.
- Enfin mince, Publications Orion, 2010, 384 p. (ISBN 978-2-89124-034-5). Coécrit avec le Dr Élisabeth Colmant, ce livre présente un programme pour maigrir en se basant sur une vie simple où les patients ne comptent pas les calories et ne ressentent plus jamais la faim.

## Traductions
- Les Hommes malades des bêtes ((en) The Animal Connection) des Dr Agatha et Calvin Thrash.
- L'adolescent : le défi de l'amour inconditionnel ((en) How to Really Love Your Teenager) du Dr Ross Campbell.
- Comment vraiment aimer votre enfant? ((en) How to Really Love Your Child) du Dr Ross Campbell.
- Les enfants en colère ((en) Children in Anger) du Dr Ross Campbell.
- Aimer et agir ((en) Proactive Parenting) du Dr Ross Campbell.
- Le parent seul ((en) Single Parenting) de Robert G. Barnes.
- Guérir de son chagrin ((en) Grief Recovery) de Lawrence Robert Yeagley.
- La dépression au masculin : une souffrance masquée ((en) Unmasking Male Depression) du Dr Archibald D. Hart.
- Accros... Pourquoi? - La toxicomanie juvénile ((en) Your Child and Drugs) du Dr Ross Campbell.